# Peter Hans Kolvenbach

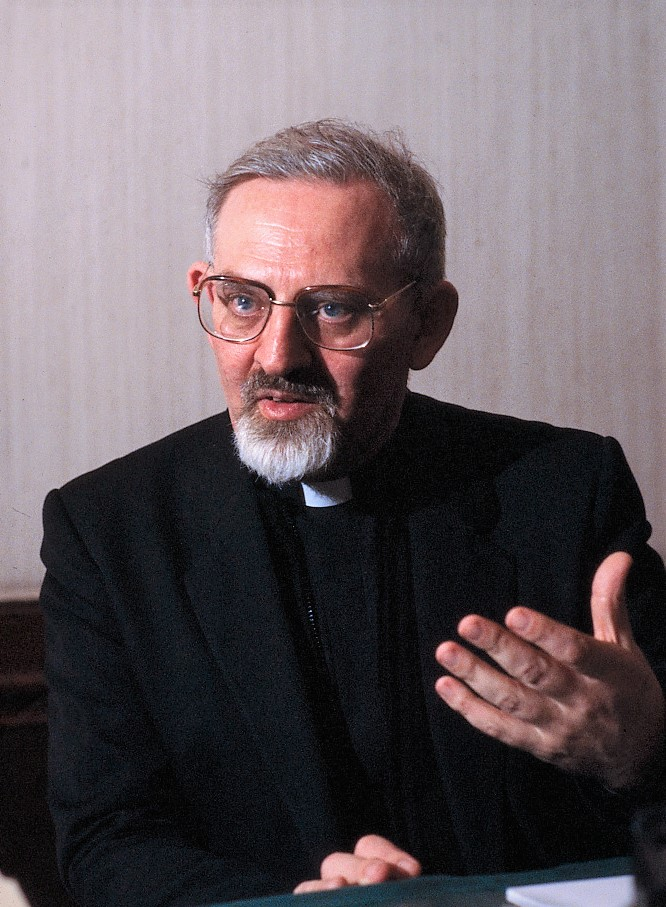
Peter Hans Kolvenbach, 1984

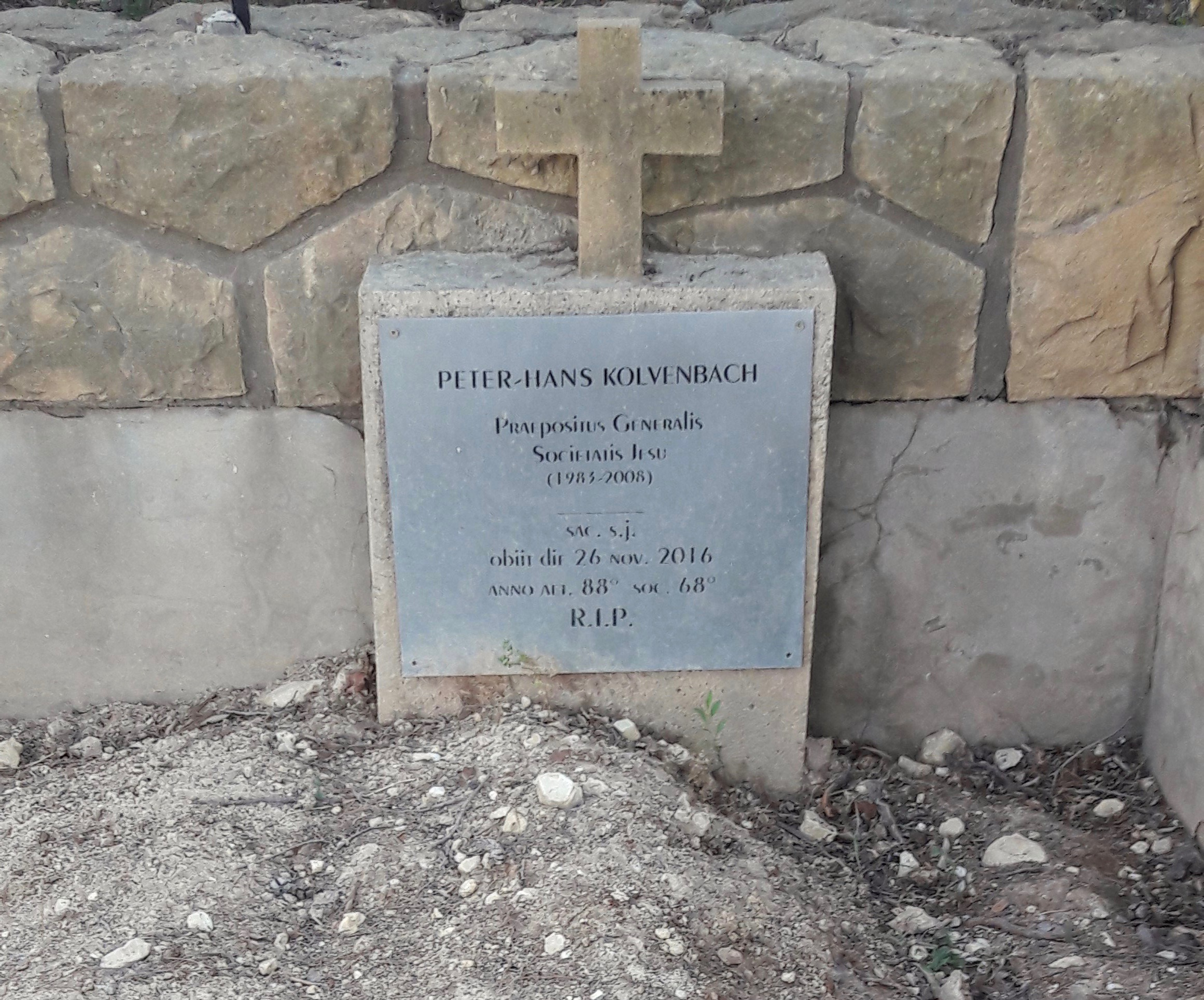
Kolvenbachs Grab am Collège Notre Dame de Jamhour im Libanon

Peter Hans Kolvenbach SJ (* 30. November 1928 in Druten, Niederlande; † 26. November 2016 in Beirut) war von 1983 bis 2008 der 29. General der Societas Jesu.

## Leben
Kolvenbach wurde 1928 geboren als der Sohn eines Kaufmanns aus Nimwegen und dessen Ehefrau Jacoba Johanna Petronella Domesino. Nach seiner Schulzeit am Petrus-Canisius-Kolleg in Nimwegen trat Kolvenbach mit 20 Jahren 1948 der Societas Jesu bei. Im September 1958 wurde er zusammen mit einer Gruppe niederländischer Jesuiten in den Libanon entsandt. Dort studierte er an der Université Saint-Joseph in Beirut-Aschrafiyya Theologie. Hier empfing er auch 1961 die Priesterweihe (im Ritus der armenisch-katholischen Kirche).
Anschließend wirkte er in Beirut als Dozent für Philosophie, Linguistik und Armenisch. Er wurde aufgrund seines Interesses an der armenischen Tradition birituell  und hatte das Recht, im lateinischen und im armenischen Ritus Liturgie zu feiern. 1974 wurde er zum Provinzial der Vizeprovinz des Nahen Ostens (Libanon, Syrien und Ägypten) ernannt. 1981 berief ihn der Generalobere Pedro Arrupe zurück nach Rom und betraute ihn mit der Leitung des Päpstlichen Orientalischen Instituts.
Am 13. September 1983 wurde Kolvenbach auf der 33. Generalversammlung des Ordens zum 29. General des Ordens gewählt und löste damit die vom Papst eingesetzten Kommissare Paolo Dezza und Giuseppe Pittau ab. 2007 resignierte Kolvenbach auf sein Amt als General der Jesuiten, erhielt die Zustimmung des Papstes und berief für Januar 2008 eine Generalkongregation zur Wahl eines neuen Generals ein. Die 35. Generalkongregation nahm am 14. Januar 2008 den Rücktritt von Kolvenbach als Generaloberer an.
Kolvenbach war ständiges Mitglied der Kongregation für die Evangelisierung der Völker und der Kongregation für die Institute geweihten Lebens und für die Gesellschaften apostolischen Lebens.
Er starb vier Tage vor seinem 88. Geburtstag, im November 2016.